# Heinrich Körner (syndicaliste)
Heinrich Körner (né le 30 avril 1892 à Essen, mort le 26 avril 1945 à Berlin) est un syndicaliste chrétien allemand, résistant au régime nazi.

## Biographie
Heinrich Korner est l'aîné des quatre enfants d'un ouvrier de Krupp. L'outilleur s'engage dans le syndicalisme chrétien en 1911. En 1913, il s'engage dans la Marine. L'année suivante, il est fait prisonnier de guerre au Japon et sera libéré en 1920. Il retravaille pour Krupp et devient secrétaire syndical à Bonn où il épouse Theresia Dierichsweiler en 1924. Deux ans plus tard, il est nommé secrétaire général à Cologne et rencontre Jakob Kaiser. Membre de Zentrum, il est secrétaire de la Rhénanie prussienne.
Après l'arrivée des nazis au pouvoir, Korner est emprisonné une semaine au mois de mai 1933. En juin, les syndicats sont dissous, il perd son emploi. En 1934, il est vendeur. Il organise à Bonn un groupe de critiques du régime nazi et appartient au cercle de Cologne autour de Jakob Kaiser et Bernhard Letterhaus.
Après le complot du 20 juillet 1944, Heinrich Körner est arrêté le 1er septembre puis remis en liberté le 6. Le 25 novembre, il est de nouveau arrêté et envoyé à la prison de Plötzensee. Le 5 avril 1945, le Volksgerichtshof le condamne à quatre ans de prison. Le 25 avril, les troupes soviétiques libèrent la prison. Mais le lendemain, Körner est abattu au moment de sa sortie. Les circonstances ne sont pas clairement établies, on croit à des représailles de la SS contre les Soviétiques autour de la prison.
L'Église catholique allemande l'a inscrit dans son martyrologe du XXe siècle.

## Source de la traduction
- (de) Cet article est partiellement ou en totalité issu de l’article de Wikipédia en allemand intitulé « Heinrich Körner (Gewerkschafter) » (voir la liste des auteurs).